# Mouchoir Bank

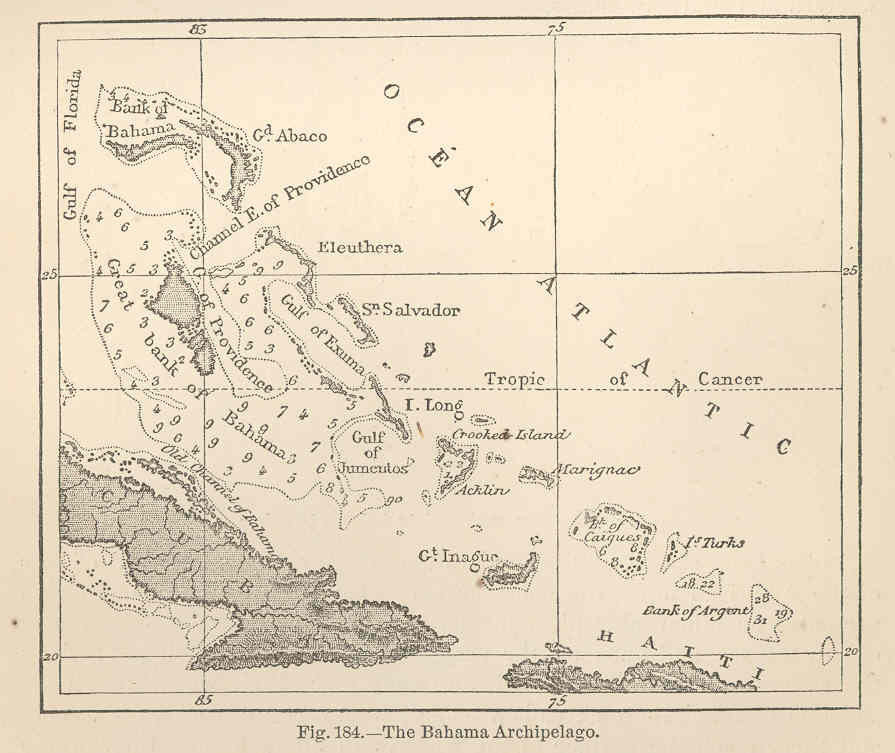
Il Mouchoir Bank in basso a destra in una mappa delle Bahamas del 1873.

Il Mouchoir Bank, in spagnolo chiamato Banco de Pañuelo Blanco (in italiano: Banco del fazzoletto bianco), è un banco sommerso nell'Oceano Atlantico che copre una superficie di 960 km² e che fa parte delle Isole Turks e Caicos poiché ricade all'interno della loro ZEE. È situato a sud est delle Isole Turks e geograficamente è considerato una continuazione delle Bahamas.

## Geografia
La maggior parte della porzione settentrionale del banco è occupata da due barriere coralline separate da una sezione rocciosa che giace a soli 1,8 metri di profondità. Numerosi sono i punti in cui il banco arriva molto vicino alla superficie, la North East Breaker, ad esempio, è una pericolosa roccia sita nella parte nordorientale.
Il Mouchoir Passage, che separa il Mouchoir Bank dalle isole Turks, è largo circa 26 km e piuttosto profondo. Il Silver Bank Passage separa il Mouchoir Bank dal Silver Bank, situato più a sud est, che appartiene alla Repubblica Dominicana.